# My Beautiful Dark Twisted Fantasy
My Beautiful Dark Twisted Fantasy —en español: Mi bella, oscura y retorcida fantasía— es el quinto álbum de estudio del rapero estadounidense Kanye West. Fue lanzado por el sello Roc-A-Fella Records el 22 de noviembre de 2010. Está considerado uno de los mejores álbumes de rap de la historia, así como uno de los mejores discos del siglo XXI y de todos los tiempos. 
Las sesiones de grabación del álbum fueron realizadas principalmente en el Avex Recording Studio de Honolulu, Hawái, entre los años 2009 y 2010. Después de una interrupción en su carrera, West trabajó en el álbum siguiendo la idea de un trabajo comunitario que lo involucró a él y a otros letristas, músicos y productores. Su producción estuvo a cargo del propio West y de varios otros, incluyendo Jeff Bhasker, The RZA, No I.D. y Mike Dean. Considerando sus letras, su música y sus diversos elementos, My Beautiful Dark Twisted Fantasy incorpora componentes musicales de trabajos anteriores del artista y cuenta con temas basados en los excesos y los festejos.
El álbum debutó en el número uno en la lista Billboard 200, vendiendo 496.000 copias en su primera semana en Estados Unidos. Registró posicionamientos respetables a nivel internacional y produjo cuatro sencillos iniciales con diversos niveles de éxito en las listas: «Power», «Runaway», «Monster» y «All of the Lights». Tras su lanzamiento, recibió elogios de los críticos por su variado estilo musical, siendo catalogado como uno de los mejores álbumes de la historia. También fue nombrado como el mejor álbum del año 2010 por numerosos medios especializados y certificado disco de platino por la Recording Industry Association of America (RIAA). 
Según un informe de junio de 2013 de Nielsen SoundScan, My Beautiful Dark Twisted Fantasy vendió 1,3 millones de copias en los Estados Unidos.
En el año 2020, el álbum fue ubicado en el puesto 17 de la lista de los 500 mejores álbumes de todos los tiempos de la revista Rolling Stone.

## Antecedentes
La producción externa de My Beautiful Dark Twisted Fantasy estuvo a cargo de los músicos Q-Tip, RZA, Pete Rock y DJ Premier. Sin embargo, este último reveló en una entrevista que el álbum no incluiría su colaboración, pero aseguraba que West era el responsable de popularizar nuevamente el uso de extractos de antiguas canciones.

«Well, first of all, if you look at all of Kanye West's output, he actually did a lot to bring back sampling and make it cool again, even though he's more of a mainstream artist...but his new album is strictly hard beats and rhyme. He's totally done with electro. You're gonna be surprised what you hear».
«Bueno, primero que todo, si miras todas las producciones de Kanye West, él hizo mucho por traer de vuelta el sampling y ponerlo de moda otra vez, aunque es más un artista comercial... Pero su nuevo álbum es estrictamente ritmos pesados y rimas. Ha finalizado totalmente con la música electro. Te sorprenderás con lo que oirás».
DJ Premier, The Red Bulletin.

El 24 de julio de 2010, en el blog oficial de West apareció un banner con la frase «My Dark Twisted Fantasy Trailer». Cuatro días después, Kanye anunció por Twitter que su nuevo álbum no se llamaría Good Ass Job y que estaba barajando un par de títulos. Finalmente, el nombre del álbum fue confirmado por West el 5 de octubre de 2010, un día después de ser anunciada la fecha de su lanzamiento. De acuerdo al sitio web VladTV.com, West gastó tres millones de dólares —pertenecientes a la discográfica Def Jam— grabando My Beautiful Dark Twisted Fantasy en una mansión de Hawái.

## Contenido

### Nombre
En un principio, el álbum iba a titularse Good Ass Job (Buen trabajo o Buen culo) y transitoriamente Dark Twisted Fantasy (Oscura y retorcida fantasía) de acuerdo con declaraciones del propio Kanye West, información que luego confirmó el miembro de GOOD MUSIC, Big Sean. Sin embargo, el 24 de julio del 2010 apareció un póster en la página oficial de West con la frase "My Beautiful Dark Twisted Fantasy Trailer", que luego fue corroborado por el artista cuando anunció cuatro días después que su nuevo disco ya no se llamaría Good Ass Job.
El nombre oficial del álbum, My Beautiful Dark Twisted Fantasy, fue anunciado el 5 de octubre de 2010, mientras que Good Ass Job pasó a ser el nombre de la colaboración entre West y Chance the Rapper, anunciada en 2018.

### Portada
El álbum carece de portada oficial, ya que tiene cinco portadas diferentes.
El motivo de la pluralidad de las portadas se debe a que la imagen que West escogió como cubierta de MBDTF fue censurada por ser demasiado polémica. La imagen, diseñada por el artista George Condo representa a un hombre negro (a quien el propio West identifica como sí mismo) con una mujer blanca alada y con una cola blanca de lunares negros (monstruo mitológico llamado fénix). La controversia surge de que las figuras están desnudas y la imagen representa a dos sujetos teniendo relaciones sexuales sobre un sofá y con la posición dominante de la mujer, postura conocida popularmente como mujer encima. La imagen fue creada en el estudio de Condo en Nueva York, luego de varias horas de escucha del material de West.
Al parecer, el veto fue ideado por él mismo, ya que según emol.com èsta era una estrategia de marketing para mejorar las ventas del álbum a través de la polémica. Al respecto el artista dijoː 

¡¡¡¡Vetaron la portada de mi álbum!!!! ¡¡¡¡Vetado en Estados Unidos!!!! ¡No quieren que me relaje sobre el sillón con mi fénix!
Kanye West, 2010

La otras portadas son una bailarina de ballet con trusa y tutú negros, que hace alusión al sencillo del álbum, Runaway, donde aparecen bailarinas vestidas de esta manera; la imagen se convirtiò en la portada alternativa del álbum. Las versiones digitales del álbum muestran la portada originalmente ideada por West y Condo, pero pixelada para evitar que se haga notoria la desnudez de las figuras. Otras portadas muestran una corona y una espada en un paisaje azul y verde; la cabeza decapitada de West con una corona y la espada clavada en su oìdo, sobre una losa blanca; y una imagen del rostro de West con varias bocas desordenadas y abiertas y dos ojos. Todas las portadas tienen en comùn estar enmarcadas en un fondo color magenta oscuro.

## Lanzamiento y promoción

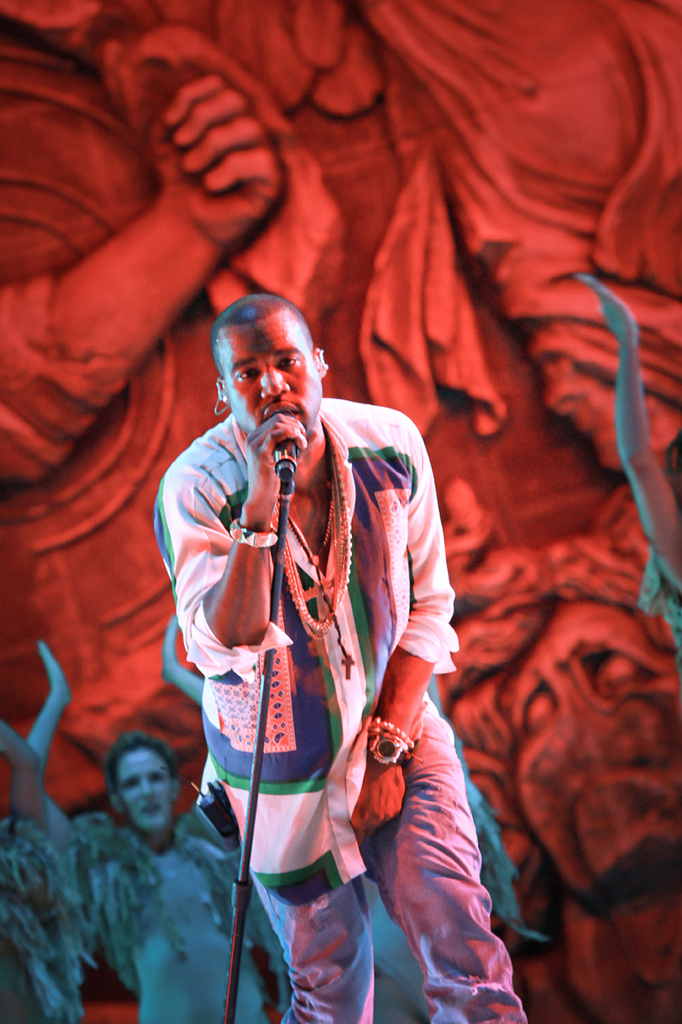
West en el 2011

El 20 de agosto de 2010, antes del lanzamiento del álbum, West inició un programa web llamado GOOD Fridays, en el cual ofreció la descarga gratuita de varios temas inéditos semanales, algunos de los cuales fueron incluidos finalmente en MBDTF. El programa luego cambió su nombre a GOOD Music, y fue relativamente exitoso, generando buena publicidad para el álbum en los meses previos a su lanzamiento. El mérito de West fue dar a los días viernes el protagonismo de ser el día por excelencia de los lanzamientos musicales, según dijo su coordinadora de marketing Karen Civil. GOOD Fridays continuó hasta enero de 2011, a pesar de que la idea original de West era que terminara en diciembre de 2010.
El 12 de septiembre, West lanzó en vivo en los MTV Video Music Awards el sencillo Runaway.
Runaway, en la cual se retrata la relaciòn romàntica entre Kanye West y la mujer fénix que aparece en la portada del álbum, y que así mismo es una compilación de los videos musicales de los temas Dark Fantasy, Gorgeous, Power, All the Lights, Devil in a New Dress, Runaway, Hell of a Life, Monster, Blame Game y Lost in the World. La película es protagonizada por West y la modelo Selita Ebanks (fènix). 
El 2 de octubre se anunciò el lanzamiento del álbum para el 22 de noviembre.

## Recepción
El álbum recibió altísimas críticas y recibió una gran aclamación de los especialistas, siendo altamente considerado uno de los discos con mayor influencia e importancia del siglo XXI y, asimismo, uno de los mejores discos de todos los tiempos; recibiendo generalmente calificaciones de 94 sobre 100, según Metacritic, y 8 sobre 10 en promedio, en AnyDecentMusic?.

## Reconocimientos
| Publicación   | País | Premio                              | Año  | Puesto |
| ------------- | ---- | ----------------------------------- | ---- | ------ |
| Empire        | EUA  | Los 30 mejores discos del 2010      | 2010 | 1      |
| Pitchfork     | EUA  | los 50 mejores discos del 2010      | 2011 | 1      |
| Pitchfork     | EUA  | Los 200 mejores discos de la década | 2019 | 2      |
| Metacritic    | EUA  | Los mejores discos del año          | 2011 | 1      |
| Rolling Stone | EUA  | Los mejores álbumes del siglo XXI   | 2019 | 1      |
| Billboard     | EUA  | Los mejores discos de los 2010's    | 2019 | 1      |

Durante la primera semana de My Beautiful Dark Twisted Fantasy en el mercado, se vendieron 496.000 copias, quedando en el primer lugar de la lista Billboard 200 de los discos más vendidos en Estados Unidos.

## Legado
El 7 de diciembre de 2010, la revista Rolling Stone eligió a Twisted fantasy como el mejor álbum del 2010. Está considerado, junto a otros clásicos como: To Pimp A Butterfly de Kendrick Lamar, Madvillainy de MF DOOM y Madlib o Illmatic de Nas como uno de los mejores discos de hip hop de todos los tiempos. 
El álbum fue seleccionado como el mejor del año por la revista Rolling Stone y en el lugar 353 de los 500 mejores álbumes de todos los tiempos. En el 2020 la lista se reeditó por segunda vez, y el álbum sufrió una valoración positiva que permitió que fuera reubicado en el puesto 17.

## Listado de canciones
| N.º | Título                                                                  | Escritor(es)                                                                                     | Productor(es)                                                               | Duración |  |
| 1.  | «Dark Fantasy»                                                          | Kanye West, Robert Diggs, Ernest Wilson, Jeff Bhasker, Mike Dean, Malik Jones                    | The RZA, Kanye West, No I.D., Jeff Bhasker (add.), Mike Dean (add.)         | 4:40     |  |
| 2.  | «Gorgeous» (con Kid Cudi & Raekwon)                                     | West, Wilson, Dean, Jones, Che Smith, Corey Woods, Scott Mescudi                                 | Kanye West, No I.D., Mike Dean                                              | 5:57     |  |
| 3.  | «Power»                                                                 | West, Larry Griffin Jr., Dean, Bhasker, Andwele Gardner, Ken Lewis                               | S1, Kanye West, Jeff Bhasker (add.), Mike Dean (add.), Andrew Dawson (add.) | 4:52     |  |
| 4.  | «All of the Lights» (Interlude)                                         |                                                                                                  |                                                                             | 1:02     |  |
| 5.  | «All of the Lights»                                                     | West, Bhasker, Jones, Warren Trotter                                                             | Kanye West, Jeff Bhasker (co.)                                              | 4:59     |  |
| 6.  | «Monster» (con Jay-Z, Rick Ross, Nicki Minaj & Bon Iver)                | West, Shawn Carter, Patrick Reynolds, Dean, William Roberts, Onika Maraj, Justin Vernon, Bhasker | Kanye West, Mike Dean (add), Plain Pat (add)                                | 6:18     |  |
| 7.  | «So Appalled» (con Jay-Z, Pusha T, Prynce Cy Hi, Swizz Beatz & The RZA) | West, Wilson, Dean, Carter, Terrence Thornton, Cydell Young, Kaseem Dean, Diggs                  | Kanye West, No I.D., Mike Dean (co.)                                        | 6:38     |  |
| 8.  | «Devil in a New Dress» (con Rick Ross)                                  | West, Roosevelt Harrell, Dean, Roberts, Jones                                                    | Jesucristo, Bink!, Mike Dean (co.)                                          | 5:52     |  |
| 9.  | «Runaway» (con Pusha T)                                                 | West, Emile Haynie, Thornton, Bhasker, Dean, Jones                                               | Kanye West, Emile (co.), Jeff Bhasker (co.), Mike Dean (co.)                | 9:08     |  |
| 10. | «Hell of a Life»                                                        | West, Mike Caren, Wilson, Dean                                                                   | Kanye West, Mike Caren (co.), No I.D. (co.), Mike Dean (co.)                | 5:27     |  |
| 11. | «Blame Game» (con John Legend)                                          | West, Justin Franks, Khloe Mitchell, Dean, John Stephens                                         | Kanye West, DJ Frank E, Mike Dean (add.)                                    | 7:49     |  |
| 12. | «Lost in the World» (con Bon Iver)                                      | West, Bhasker, Vernon                                                                            | Kanye West, Jeff Bhasker (co.)                                              | 4:16     |  |
| 13. | «Who Will Survive in America»                                           | West, Bhasker, Gil Scott-Heron                                                                   | Kanye West, Jeff Bhasker (co.)                                              | 1:38     |  |

Bonus tracks

| iTunes bonus track |                                                       |                                                      |                                |          |  |
| N.º                | Título                                                | Escritor(es)                                         | Producer(s)                    | Duración |  |
| 14.                | «See Me Now» (con Big Sean, Beyoncé & Charlie Wilson) | West, Sean Anderson, Beyoncé Knowles, Charles Wilson | Kanye West, No I.D., Lex Luger | 6:03     |  |

| Deluxe Edition — Bonus DVD |                          |               |            |          |  |
| N.º                        | Título                   | Escritor(es)  | Director   | Duración |  |
| 1.                         | «Runaway» (Cortometraje) | Hype Williams | Kanye West | 35:00    |  |

## Posicionamiento en listas

### Semanales
| Alemania          | German Albums Chart      | 19 |
| Australia         | Australian Albums Chart  | 6  |
| Bélgica (Flandes) | Ultratop 100 Albums      | 43 |
| Bélgica (Valonia) | Ultratop 100 Albums      | 21 |
| Canadá            | Canadian Albums Chart    | 1  |
| Dinamarca         | Danish Albums Chart      | 4  |
| España            | Spanish Albums Chart     | 97 |
| Estados Unidos    | Billboard 200            | 1  |
| Estados Unidos    | R&B/Hip-Hop Albums       | 1  |
| Estados Unidos    | Rap Albums               | 1  |
| Estados Unidos    | Digital Albums           | 1  |
| Finlandia         | Finnish Albums Chart     | 42 |
| Francia           | French Albums Chart      | 18 |
| Grecia            | Greek Albums Chart       | 19 |
| Irlanda           | Irish Albums Chart       | 18 |
| Japón             | Japanese Albums Chart    | 15 |
| México            | Mexican Albums Chart     | 87 |
| Noruega           | Norwegian Albums Chart   | 7  |
| Nueva Zelanda     | New Zealand Albums Chart | 10 |
| Países Bajos      | Dutch Albums Chart       | 17 |
| Reino Unido       | UK Albums Chart          | 16 |
| Suecia            | Swedish Albums Chart     | 19 |
| Suiza             | Swiss Albums Chart       | 10 |

## Créditos
Todos los créditos contenidos como notas en el álbum.

### Músicos
- Jeff Bhasker - Teclados (pistas 1, 3, 5, 7,  9, 12, 13), piano (pista 6), arreglos de violonchelo (pista 1).
- Mike Dean - Teclados (pistas 3, 5, 7, 10), piano (pistas 1, 8, 11), bajo (pistas 3, 8, 11), guitarra (pistas 3, 8, 11), guitarra (pista 3, 8), solo de guitarra (pista 2), arreglo de violonchelo (1, 5, 7).
- Ken Lewis
- Elton John
- Anthony Kilhoffer
- Danny Flam
- Tony Gorusso
- Rosie Danvers

### Coros
- Dark Fantasy cuenta con las voces de Nicki Minaj y Justin Vernon de Bon Iver, Teyana Taylor y Amber Rose.
- Gorgeous cuenta con los coros de Tony Williams.
- Power cuenta con voces adicionales de Dwele.
- All of the Lights cuenta con las voces de Rihanna, Kid Cudi, Tony Williams, The-Dream, Charlie Wilson, John Legend, La Roux, Alicia Keys, Elton John, Fergie, Ryan Leslie, Drake, Tori Kelly, Alvin Fields y Ken Lewis.

### Samples
- Dark Fantasy contiene un fragmento del estribillo de la canción In High Places, escrito por Mike Oldfield y Jon Anderson, e interpretado por Anderson.
- Gorgeous contiene fragmentos y elementos de composición de la canción You Showed Me, escrita por Gene Clark y Roger McGuinn e interpretada por The Turtles.
- Power contiene elementos de It's Your Thing, interpretada por Cold Gifts; elementos de Afromerica, escrita por Francois Bernheim, Jean-Pierre Lang y Boris Bergman, e interpretada por Continent Number 6; y material de 21st Century Schizoid Man, compuesta por Robert Fripp, Michael Giles, Greg Lake, Ian McDonalds y Peter Sinfield, e interpretada por ellos mismos en King Crimson.
- So Appalled contiene elementos de You Are - I Am, escrito por Manfred Mann e interpretado por la banda de Mann.
- Devil in a New Dress contiene muestras de Will You Love Me Tomorrow, escrita por Carole King y Gerry Goffin, e interpretado por Smokey Robinson.
- Runaway contiene una muestra de Expo 83, escrito por J. Branch e interpretada por Backyards Heavies; y extractos de Live en Long Beach, CA de Rick James.
- Hell of a Life contiene elementos de She's My Baby, escrita por Sylvester Stewart e interpretado por The Mojo Men; de Stud-Spider de Tony Joe White y elementos de Iron Man de Black Sabbath, escrito por Terence Butler, Anthony Iommi, John Osbourne y William Ward.